# Helen Reddy
Helen Maxine Reddy (25. října 1941, Melbourne, Victoria, Austrálie – 29. září 2020 Los Angeles, Kalifornie USA) byla australská hudební skladatelka, zpěvačka a herečka. Držitelka ceny Grammy od roku 1966 žijící v USA účinkovala na Broadwayi i ve filmu a vydala na 20 hudebních alb. V roce 1971 se proslavila písní I Am Woman, kterou složila spolu s Rayem Burtonem.

## Diskografie

### Alba
- I Don't Know How to Love Him , 1970
- Helen Reddy, 1970
- I Am Woman, 1972
- Long Hard Climb, 1973
- Love Song for Jeffrey, 1974
- Free and Easy, 1974
- No Way to Treat a Lady, 1975
- Helen Reddy's Greatest Hits, 1975
- Music, Music, 1976
- Ear Candy, 1977
- Pete's Dragon (soundtrack), 1977
- We'll Sing in the Sunshine, 1978
- Live in London, 1978
- Reddy, 1979
- Take What You Find, 1980
- Play Me Out, 1981
- Imagination, 1983
- Feel So Young, 1990
- Center Stage, 1998
- The Best Christmas Ever, 2000
- The Woman I Am: The Definitive Collection, 2006
- Come With Me: The Rest of Helen Reddy, 2006